# Woodsia mexicana
Woodsia mexicana är en hällebräkenväxtart som beskrevs av Fée. Woodsia mexicana ingår i släktet Woodsia och familjen Woodsiaceae. Inga underarter finns listade.